# USS New Jersey (BB-16)
USS New Jersey (BB-16) byl predreadnought Námořnictva Spojených států amerických. Byla to čtvrtá a předposlední postavená loď třídy Virginia.

## Stavba
Kýl lodi New Jersey byl roku 1902 založen v loděnici Fore River Shipyard, která postavila například bitevní loď USS Massachusetts (BB-59). Roku 1904 byla loď spuštěna na vodu a dne 12. května 1906 byla New Jersey uvedena do služby a jejím prvním velitelem se stal William Wirt Kimball.

## Výzbroj
Hlavní výzbroj New Jersey tvořily dvě dvojhlavňové dělové věže s 305mm děly, které měly dostřel přes 17 km. Sekundární výzbroj lodě tvořily čtyři dvojité dělové věže s 203mm děly, která měla dostřel až 32 km. Dále se na lodi nacházelo dvanáct 152mm kanónů, dvanáct 76mm kanónů, dvanáct 47mm kanónů        QF 3-pounder a čtyřmi torpédomety pro 533mm torpéda.